# 字林大楼

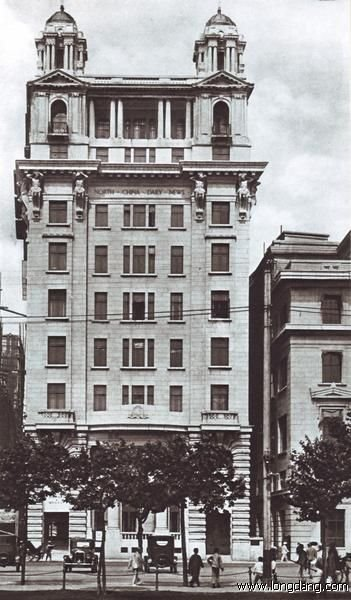
字林西报大楼

字林大楼（英語：North China Daily News Building）是上海外滩建筑群中的一座建筑，位于外滩17号。

## 历史
这幢大楼由在中国出版的最有影响的英文报纸《字林西报》于1921年投资，将原有3层砖木结构房屋拆除，重建为9层的钢筋混凝土结构大厦，花岗石外墙，1923年6月完工，1924年2月16日举行竣工典礼，当时曾是上海最高建筑。设计者是英资德和洋行，建筑立面为三段式构图，1－2层拉毛花岗石贴面，正门两侧是落地罗马拱券长窗；3－7层采用简洁的方窗，但用新古典主义风格的多立克柱式，和文艺复兴风格的雕塑装饰；上部采用圆窗，顶部的南北两侧还设计了2个小塔楼。建筑面积9,043平方米，占地1,043平方米。建成后，一部分由报社自用，其他出租，其中最主要的承租人是处于创业阶段的美资友邦人寿保险公司。1951年3月31日，字林西报停刊，大楼被接管。1996年，友邦保险重返这座大楼，定名为友邦大厦。